# 願成寺 (須賀川市)

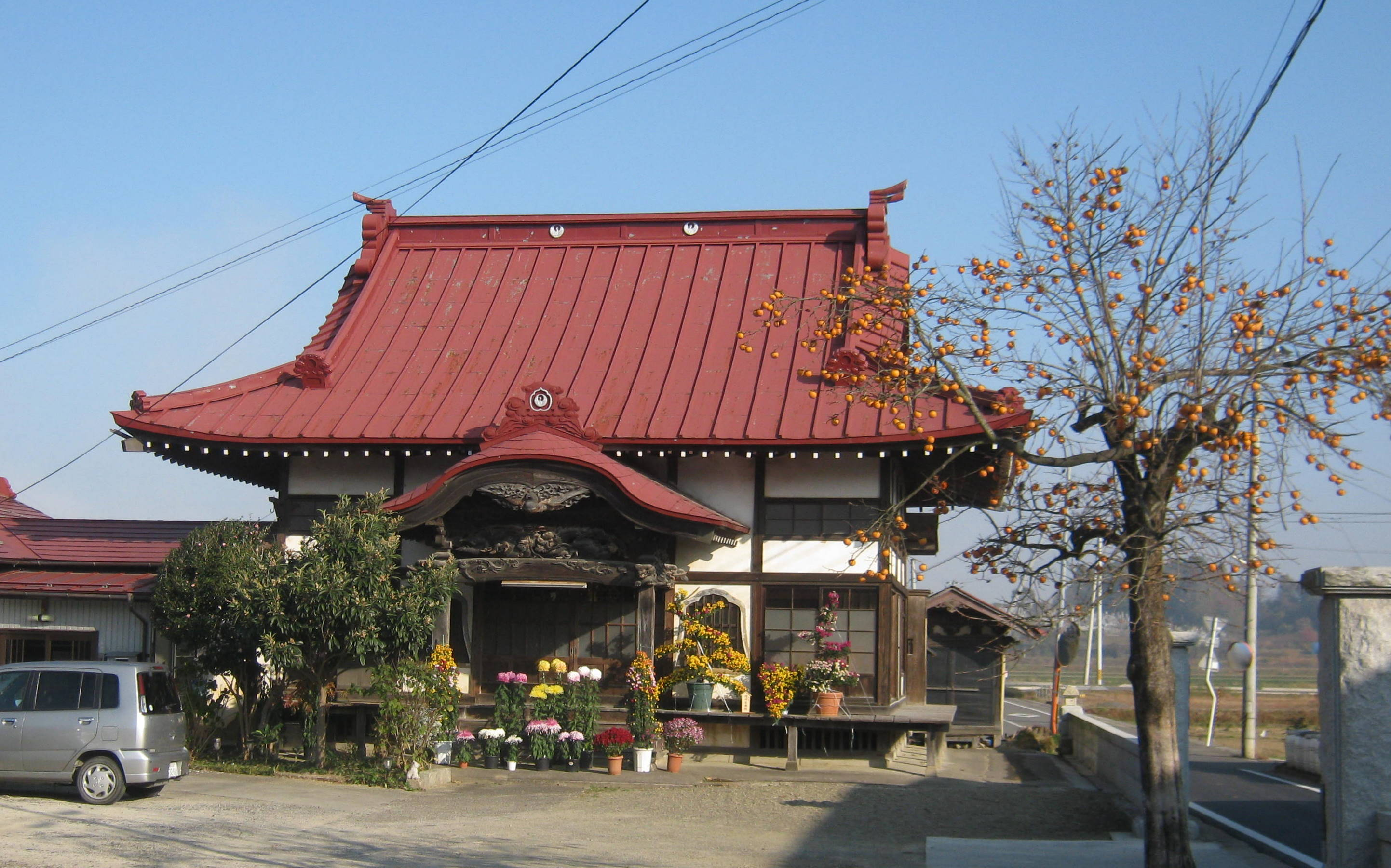
願成寺

願成寺（がんじょうじ）は、福島県須賀川市に所在する日蓮正宗の寺院である。山号は四弘山（しぐさん）。

## 起源と歴史
- 1304年（嘉元2年）10月 - 建立される。開基は太夫阿日尊。
- 1960年（昭和35年）11月10日 - 改築される。
- 1982年（昭和57年）9月16日 - 第30代住職が第67世法主日顕の法主としての地位を否定したため、日蓮正宗の宗制宗規に違背したことにより破門されたが、願成寺を占有し、居住していた。
- 2024年（令和6年）
  - 3月23日 - 第30代住職が死去。
  - 6月6日 - 日蓮正宗に返還。住職は須賀川市内の広宣寺住職が兼務。
  - 7月7日 - 新住職任命。同18日に座替わり。

## 所在地
- 福島県須賀川市仁井田字舘内238